# Стафіда
Стафі́да (Staphida) — рід горобцеподібних птахів родини окулярникових (Zosteropidae). Представники цього роду мешкають в Південно-Східній Азії.

## Види
Рід нараховує 3 види: 
- Стафіда східна, Staphida castaniceps
- Стафіда західна, Staphida torqueola
- Стафіда борнейська, Staphida everetti